# 芦溪乡 (永新县)
芦溪乡，是中华人民共和国江西省吉安市永新县下辖的一个乡镇级行政单位。

## 行政区划
芦溪乡下辖以下地区：
樟桥村、合东村、东兴村、繁荣村、南阜村、古竹村、炎村、平丰村、周坊村、绿溪村、社园村、中陂村和厚村。